# Municipio Caripuyo
Das Municipio Caripuyo (auch: Caripuyu, Quechua Qhariphuyu) ist ein Verwaltungsbezirk im Departamento Potosí im Hochland des südamerikanischen Anden-Staates Bolivien.

## Lage im Nahraum
Das Municipio Caripuyo ist eins von zwei Municipios in der Provinz Alonso de Ibáñez. Es grenzt im Osten an das Municipio Sacaca, im Norden an das Departamento Cochabamba, im Westen an das Departamento Oruro und im Süden an die Provinz Rafael Bustillo.
Das Municipio umfasst 82 Ortschaften, der zentrale Ort des Municipios ist die Ortschaft Caripuyo mit 554 Einwohnern (Volkszählung 2012) im südöstlichen Teil des Municipios.

## Geographie
Das Municipio Caripuyo liegt in einem der Hochtäler der Cordillera Azanaques am Nordwestrand der bolivianischen Cordillera Central. Das Klima der Region ist ein typisches Tageszeitenklima, bei dem die Temperaturschwankungen im Tagesverlauf deutlicher ausfallen als im Jahresverlauf.
Die langjährige Durchschnittstemperatur in dem Municipio beträgt 13 °C und schwankt zwischen 9 °C im Juni/Juli und mehr als 15 °C von November bis März (siehe Klimadiagramm Caripuyo). Der Jahresniederschlag liegt bei knapp 500 mm, von April bis Oktober herrscht eine Trockenzeit mit Monatsniederschlägen von weniger als 20 mm, nur im Januar und Februar werden Monatswerte von knapp über 100 mm erreicht.

## Bevölkerung
Die Einwohnerzahl ist zwischen 1992 und 2024 nur unwesentlich angestiegen:
| Jahr | Einwohner | Quelle       |
| ---- | --------- | ------------ |
| 1992 | 8227      | Volkszählung |
| 2001 | 9030      | Volkszählung |
| 2012 | 8704      | Volkszählung |
| 2024 | 8427      | Volkszählung |

Die Lebenserwartung der Neugeborenen liegt bei nur 40 Jahren, der Alphabetisierungsgrad bei den über 15-Jährigen bei 68 Prozent, und der Anteil der städtischen Bevölkerung im Municipio beträgt 0 Prozent.

## Politik
Ergebnisse der Regionalwahlen (concejales) vom 4. April 2010:
| Wahlberechtigte |  | Stimmen | gültig |  | MAS-IPSP |
| --------------- |  | ------- | ------ |  | -------- |
| 3.862           |  | 3.346   | 2.390  |  | 2.390    |
|                 |  | 86,6 %  | 61,9 % |  | 100,0 %  |

Ergebnis der Regionalwahlen (elecciones de autoridades políticas) vom 7. März 2021:
| Wahl- berechtigte |  | Wahl- beteiligung | gültige Stimmen |  | MAS-IPSP | AS     | M.O.P. | MTS    |
| ----------------- |  | ----------------- | --------------- |  | -------- | ------ | ------ | ------ |
| 4.239             |  | 3.552             | 2.752           |  | 1.888    | 268    | 256    | 212    |
|                   |  | 83,79 %           | 77,48 %         |  | 68,60 %  | 9,74 % | 9,30 % | 7,70 % |

## Gliederung
Das Municipio untergliedert sich in die folgenden acht Kantone (cantones):
- 05-0702-01 Kanton Caripuyo – 36 Ortschaften – 3.964 Einwohner (Volkszählung 2012)
- 05-0702-02 Kanton Cotaña – 8 Ortschaften – 918 Einwohner
- 05-0702-03 Kanton Chaicuriri – 1 Ortschaft – 90 Einwohner
- 05-0702-04 Kanton Challviri – 6 Ortschaften – 519 Einwohner
- 05-0702-05 Kanton Chojlla – 8 Ortschaften – 633 Einwohner
- 05-0702-06 Kanton Huanacoma – 10 Ortschaften – 1.159 Einwohner
- 05-0702-07 Kanton Jankho Jankho – 7 Ortschaften – 352 Einwohner
- 05-0702-08 Kanton Juntavi – 6 Ortschaften – 1.069 Einwohner

## Ortschaften im Municipio Caripuyo
- Kanton Caripuyo
  - Caripuyo 554 Einw. – Chaicuriri 229 Einw. – Jankho Jankho 166 Einw. – Irunciata 103 Einw. – Queñuani 97 Einw. – Jinchupalla 86 Einw.

- Kanton Cotaña
  - Lacaya 226 Einw. – Cotaña 95 Einw.

- Kanton Chaicuriri
  - San Miguel 90 Einw.

- Kanton Challviri
  - Cuchu Challviri 163 Einw. – Challviri de Potosí 99 Einw.

- Kanton Chojlla
  - Chojlla 348 Einw.

- Kanton Huanacoma
  - Huanchaca 230 Einw.

- Kanton Jankho Jankho
  - Calacondo 65 Einw.

- Kanton Juntavi
  - Juntavi 517 Einw.